# Lucky Luke går över gränsen
Lucky Luke går över gränsen (La belle province) är ett Lucky Luke-album från 2004. Det är det 73:e albumet i ordningen, och har nummer 82 i den svenska utgivningen.
Albumet var det första som publicerades efter seriens skapare Morris död år 2001, och den första albumlånga Lucky Luke-serie som tecknades av Morris efterträdare Achdé.

## Handling
Under en rodeo blir Jolly Jumper djupt förälskad i Province, ett sto från Quebec, och för att bota hans kärlekskrankhet beger sig han, Lucky Luke och Ratata till den quebeciska staden Contrecœur, för att leta reda på farmaren och rodeoryttaren Mario Bombardier, Provinces ägare.
De finner snart Bombardier, och Jolly och Province kan återförenas. Men Luke upptäcker också att Bombardier är hårt ansatt av den lokale affärsmannen Dean Mac Habann, som sakta men säkert börjat köpa upp hela trakten. När Province kidnappas, upptäcker Luke och Jolly att Mac Habann även håller politikern Louis-Adélard Senécal inspärrad. Senécal är ansvarig för utbyggnaden av kontinentens järnvägsnät, och Mac Habann håller på att ta över projektet, i hopp om att kunna tjäna stora pengar på det. Tillsammans med sina bundsförvanter lyckas dock Luke till slut föra Mac Habann och hans anhang inför rätta, och han återvänder till Texas.

## Karikatyrer
Ett flertal av figurerna i serien är karikatyrer av sentida välkända profiler från både Quebec och Frankrike: Céline Dion dyker upp som saloonsångerska och hennes make/agent René Angélil som barpianist. Vidare ses musikern Robert Charlebois och poeten Gilles Vigneault som saloongäster, TV-profilen Guy Lux som rodeokonferencier, filosofen Bernard-Henri Lévy som gårdfarihandlaren Bernard Henry Levistrauss (en parafras på Levi Strauss), och José Bové som bonde.

## Svensk utgivning
- Achdé; Gerra, Laurent (översättare: Per A J Andersson) (2004). Lucky Luke går över gränsen. Lucky-serien: 82. Malmö: Egmont Kärnan. Libris 9682652. ISBN 91-7134-030-0
- I Lucky Luke – Den kompletta samlingen ingår albumet i "Lucky Luke 2003-2007". Libris 10666717. ISBN 978-91-7134-834-0